# 한솔초등학교 (전북)
한솔초등학교는 대한민국 전북특별자치도 정읍시에 있는 초등학교다.

## 학교 연혁
- 1999. 08. 05 한솔초등학교 설립인가
- 2006. 03. 01 개교 및 23학급 편성
- 2007. 02. 23 12개 교실 신축
- 2008. 02. 24 후관 12개 교실 증축
- 2009. 02. 25 별관 12개 교실 신축
- 2009. 09. 01 전라북도교육청지정 교원능력개발평가 시범학교
- 2015. 02. 13 제8회 졸업(졸업생 218명)
- 2015. 03. 01 38학급 편성(특수학급1)

## 학교 동문
학교에는 북문,서문,남문도 있다.

## 참고 자료
- 한솔초등학교 - 한국교육학술정보원 학교알리미